# 宮下啓三
宮下 啓三（みやした けいぞう、1936年9月20日 - 2012年5月6日）は、日本の文学者（ドイツ文学者）、慶應義塾大学名誉教授。

## 人物
東京府出身。父は宮下正美。兄の宮下展夫は演劇評論家で『朝日ジャーナル』編集長。
幼稚舎から慶應義塾普通部を中退し湘南学園中学校に転校、同高等学校から慶應義塾高校編入を経て1959年慶應義塾大学独文科卒、1965年同大学院博士課程単位取得満期退学。1977年「18世紀ドイツ戯曲史とブランクヴァース」で慶應義塾大学より文学博士を賜る。
後に慶應義塾大学文学部助教授、教授を歴任し、2001年定年退任、2007年まで帝京大学教授。1978年日本観光文化奨励賞受賞。
専門はドイツ演劇、スイス文化史。日本文学や日本アルプスに関する著書もある。三田文学会理事。妻は与謝野鉄幹・晶子の孫（末子藤子の娘）
2012年5月6日、胆管がんのために死去。75歳没。

## 著書
- 中立をまもる スイスの栄光と苦難 講談社現代新書 1968
- スイス・アルプス風土記 白水社 1977.8（白水叢書）
- ウィリアム・テル伝説 ある英雄の虚実 日本放送出版協会 1979.7（NHKブックス）
- メルヘン案内 グリム以前・以後 日本放送出版協会 1982.4（NHKブックス）
- 十八世紀ドイツ戯曲のブランクヴァース 慶應義塾大学言語文化研究所 1984.2
- イラスト ドイツ語入門 郁文堂 1990.4、新版1999ほか
- 700歳のスイス アルプスの国の過去と今と未来 筑摩書房 1991.11（ちくまライブラリー）
- 人間を彫る人生 エルンスト・バルラハの人と芸術 国際文化出版社 1992.1
- 日本アルプス 見立ての文化史 みすず書房 1997.5
- メルヘンの履歴書 時空を超える物語の系譜 慶應義塾大学出版会 1997.7（Keio UP選書）
- ドイツ語はじめの一歩 第三書房 1998

## 共編著
- ドイツの言語文化 思想と文学を中心に 西尾幹二共著 旺文社 1980.11（テレビ大学講座）
- グリム・森と古城の旅 メルヘン街道をゆく NHK取材班 日本放送出版協会 1986.2

## 翻訳
- わが愛の遍歴 アルマ・マーラー＝ウェルフェル 塚越敏共訳 筑摩書房 1963、改訂版1985
- アビニョンのりゅう ユルゲン・タムヒーナ 講談社 1971（世界の絵本 スイス）
- ブレヒト マリアンネ・ケスティング 内垣啓一共訳 理想社 1971
- 城壁の前での大いなる弾劾 T.ドルスト 白水社 1971（現代世界演劇8）
- ひとりぼっちのハンス バーナデット・ワッツ 講談社 1972（世界の絵本 スイス）
- 兎の夏 アドルフ・ムシュク 新潮社 1972
- 群盗・ディミトリー シラー 講談社 1976（世界文学全集 17）
- スイス・オーストリーの風土 ハインツ・フィッシャー 同学社 1978
- クラヴィーゴ ゲーテ全集(4) 潮出版社 1979.7、新版2003
- 天使バビロンに来たる-三幕の断片的喜劇「物理学者たち」 F・デュレンマット 早稲田大学出版部 1984
- 近代文化史 ヨーロッパ精神の危機 黒死病から第一次世界大戦まで 全3巻 エーゴン・フリーデル みすず書房 1987-1988
- マウンテン・ワールド 第2巻 スイス山岳研究財団 佐藤まり子共訳 小学館 1989.6
- マウンテン・ワールド 第6巻 スイス山岳研究財団 小学館 1989.6
- シェイクスピアの英語 言葉から入るシェイクスピア マンフレート・シェーラー 岩崎春雄共訳 英潮社新社 1990.10
- ディルタイ全集 第7巻 精神科学成立史研究 白崎嘉昭共編 法政大学出版局 2009.7

## 脚註
1. ↑  『山をゆく歌』と 著者、宮下正美 - 飯田高校同窓会
2. ↑  「宮下啓三教授略歴」『藝文研究』第81号、慶應義塾大学藝文学会、2001年12月、410(3)-412(1)、ISSN 0435-1630、NAID 120005256079。
3. ↑  相良守峯『茫々わが歳月』p.428
4. ↑  慶応大名誉教授・宮下啓三さんが死去 独文学で著書 朝日新聞 - archive.today（2012年7月20日アーカイブ分）